# Melophorus castaneus
Melophorus castaneus  (лат.) — вид мелких муравьёв рода Melophorus из подсемейства Formicinae. Эндемик Австралии. Видовое название происходит от латинского слова castaneus (‘каштановый’) из-за особенностей окраски.

## Распространение
Австралия.

## Описание
Мелкие муравьи, длина около 5 мм. Длина головы HL 0,95—1,88 мм; ширина головы HW 0,79—2,08 мм. От близких видов отличается округлым проподеумом. Основная окраска тела красновато-коричневая или чёрная. Клипеус выступающий впереди. Псаммофор часто с грубыми и хорошо разделенными аммохетами. Усики состоят из 12 члеников, нижнечелюстные щупики из 6, нижнегубные щупики из 4 члеников.
Вид был впервые был описан в 2017 году австралийскими мирмекологами Брайном Хетериком (Brian E. Heterick; Western Australian Museum, Welshpool, Перт, Австралия), Марком Касталанелли (Mark Castalanelli; Welshpool), Стивом Шаттаком (Steve O. Shattuck; CSIRO Entomology, Канберра). Включён в состав видовой группы M. aeneovirens.